# 금융경제학
금융경제학(Financial economics)은 "한 가지 유형의 돈이 거래의 양쪽에 나타날 가능성이 높다"는 "화폐 활동에 대한 집중"을 특징으로 하는 경제학의 한 분야이다. 따라서 실물경제에 관한 변수가 아닌 주가, 이자율, 환율 등 금융변수의 상호관계에 관심을 두고 있다. 여기에는 자산 가격 책정과 기업 금융이라는 두 가지 주요 영역이 있다. 첫 번째는 자본 제공자, 즉 투자자의 관점이고, 두 번째는 자본 사용자의 관점이다. 따라서 이는 많은 금융에 대한 이론적 토대를 제공한다.
주제는 "불확실한 환경에서 공간적으로나 시간에 걸쳐 경제적 자원을 할당하고 배치하는 것"에 관한 것이다. 따라서 이는 금융 시장의 맥락과 그에 따른 경제 및 금융 모델과 원칙의 불확실성 하에서 의사 결정에 중점을 두고 수용 가능한 가정에서 테스트 가능한 또는 정책적 의미를 도출하는 데 관심이 있다. 따라서 여기에는 금융 시장 자체, 특히 시장 미세 구조 및 시장 규제에 대한 공식적인 연구도 포함된다. 이는 미시경제학과 의사결정 이론을 기반으로 구축되었다.
금융계량경제학(Financial Econometrics)은 계량경제학 기법을 사용하여 식별된 관계를 매개변수화하는 금융경제학의 한 분야이다. 수학금융은 금융경제학이 제시하는 수학적, 수치적 모델을 도출하고 확장한다는 점에서 관련이 있다. 금융경제학이 주로 미시경제학에 초점을 맞추는 반면, 화폐경제학은 본질적으로 거시경제학에 중점을 둔다.

## 같이 보기
- 분류:금융 이론
- 분류:금융 모형
- 금융
- 분류:금융경제학자